# James Guy
James Guy (ur. 26 listopada 1995 w Bury) – angielski pływak specjalizujący się w stylu dowolnym i motylkowym, trzykrotny mistrz olimpijski, pięciokrotny mistrz świata, mistrz Europy i medalista igrzysk Wspólnoty Narodów.

## Kariera pływacka
W 2013 roku jako reprezentant Wielkiej Brytanii z czasem 3:47,96 min zajął piąte miejsce na dystansie 400 m stylem dowolnym podczas mistrzostw świata w Barcelonie.
Rok później reprezentował Anglię na Igrzyskach Wspólnoty Narodów w Glasgow roku i wraz z Chrisem Walkerem-Hebbornem, Adamem Peaty'm i Adamem Barrettem zdobył złoty medal w sztafecie 4 × 100 m stylem zmiennym. Anglicy uzyskali czas 3:31,51 i ustanowili jednocześnie w tej konkurencji nowy rekord igrzysk. Guy wywalczył także brąz na 400 m stylem dowolnym. Kilka miesięcy później, w tej samej konkurencji zdobył srebrny medal na mistrzostwach świata na krótkim basenie w Dosze.
Z mistrzostw świata w Kazaniu przywiózł trzy medale. Na dystansie 200 m stylem dowolnym został mistrzem świata, wyprzedziwszy w finale o 0,06 s Chińczyka Sun Yanga. Złoty medal zdobył także w sztafecie kraulowej 4 × 200 m. W konkurencji 400 m stylem dowolnym wywalczył srebro, uzyskując w finale czas 3:43,75 min i poprawiając jednocześnie rekord swojego kraju.
Podczas igrzysk olimpijskich w Rio de Janeiro zdobył dwa srebrne medale w sztafecie 4 × 200 m stylem dowolnym i sztafecie zmiennej 4 × 100 m. W obu sztafetach Brytyjczycy ustanowili nowe rekordy swojego kraju. Indywidualnie Guy startował w trzech konkurencjach. Na dystansie 200 m stylem dowolnym z czasem 1:45,49 uplasował się na czwartym miejscu. W konkurencji 400 m kraulem był szósty, uzyskawszy w finale czas 3:44,68 min. Płynął także na 100 m stylem motylkowym, ale nie udało mu się awansować do finału i zajął ostatecznie 14. miejsce.
Na mistrzostwach świata w Budapeszcie wywalczył trzy medale. W sztafecie 4 × 200 m stylem dowolnym zdobył złoto i na jej ostatniej zmianie uzyskał międzyczas 1:43,80. Brytyjczycy poprawili także rekord swojego kraju. Guy płynął także w sztafecie 4 × 100 m stylem zmiennym, która zajęła w finale drugie miejsce. W półfinale 100 m stylem motylkowym czasem 50,67 ustanowił nowy rekord Wielkiej Brytanii, a w finale zdobył brązowy medal, uzyskawszy wynik 50,83. W konkurencji 200 m stylem dowolnym uplasował się na piątej pozycji (1:45,36), a na dystansie dwukrotnie dłuższym był szósty (3:45,58). W sztafecie mieszanej 4 × 100 m stylem zmiennym wraz z Georgią Davis, Adamem Peaty'm i Siobhan-Marie O’Connor zajął piąte miejsce, poprawiając rekord Europy (3:41,56).